# 卡莱·帕特森
卡莱·雷·帕特森（英語：Carly Rae Patterson，1988年2月4日—），生于路易斯安那州巴吞鲁日，美国歌手、前体操运动员。曾在2004年夏季奥林匹克运动会中获得全能冠军和入選2024年國際體操名人堂。目前居住于德克萨斯州艾伦。